# Pseudolithobius megaloporus
Pseudolithobius megaloporus är en mångfotingart som först beskrevs av Anton Julius Stuxberg 1875.  Pseudolithobius megaloporus ingår i släktet Pseudolithobius och familjen stenkrypare. Inga underarter finns listade i Catalogue of Life.